# Hypsipetes cowlesi
Hypsipetes cowlesi — вимерлий вид горобцеподібних птахів родини бюльбюлевих (Pycnonotidae). Він був ендеміком острова Родригес в архіпелазі Маскаренських островів, що в Індійському океані. Відомий за напівскам'янілими рештками, знайденими в 1974 році.

## Вимирання
Невідомо, коли і з якої причини вимер Hypsipetes catarmanensis. Найбільш ранні мандрівники, що відвідували Родригес, такі як Жюльєн Таффоре (1725–1726) або Франсуа Лєга (1691–1693) не згадували про жодних бюльбюлів на острові. Відомо, що знищення природного середовища і поява інвазивних пацюків призвели до різкого скорочення популяції і вимирання низки видів ендемічних птахів Маврикію і Реюньйону. Реліктові популяції збереглися в незайманих гірських тропічних лісах. Імовірно, подібні загрози призвели до вимирання Hypsipetes catarmanensis в 17 або на початку 18 століття, коли ліси на Родригесі були повністю вирублені.